# Département de Bydgoszcz

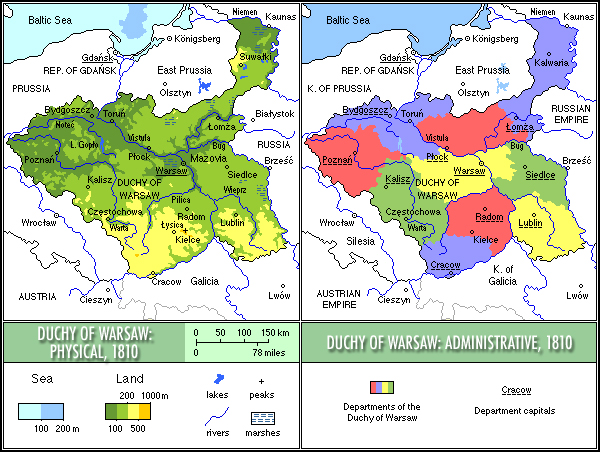
Cartes du duché de Varsovie en 1810

Le département de Bydgoszcz, en polonais Departament Bydgoski, était un département du duché de Varsovie de 1807 à 1815.
Son chef-lieu était Bydgoszcz, et il était divisé en dix districts.
En 1815, après le congrès de Vienne, il devint le district de Bromberg, un des deux districts du grand-duché de Posen.